# Мало језеро (Мљет)
Мало језеро се налази на острву Мљету на Јадранском мору, северозападно од Великог језера. Са њиме је спојено каналом дугим 30 метара и дубоким до 0,5 метара, кроз који такође тече јака морска струја — зависно од плиме и осеке. Канал се налази на месту које се зове Мали мост. Површина језера износи 0,25 km², а највећа му је дубина 29 метара. Море се у Малом језеру слабо измењује па оно има својство лагуне.
Велико и Мало језеро су природни феномен националног парка Мљет те уједно и најпосећеније место на Мљету.